# Elizabeth Bowes-Lyon
Elizabeth Angela Marguerite Bowes-Lyon (Hitchin, 4 augustus 1900 – Windsor, 30 maart 2002) was de vrouw van koning George VI van het Verenigd Koninkrijk en de moeder van koningin Elizabeth II. Ze was de laatste keizerin van India. Na de dood van George VI werd ze Queen Elizabeth, the Queen Mother (de koningin-moeder) genoemd.

## Biografie

### Jeugd
Ze werd geboren in 1900, als negende van de tien kinderen van Claude George Bowes-Lyon, de veertiende Graaf van Strathmore en Kinghorn en Cecilia Nina Cavendish-Bentinck, een rechtstreekse afstammeling van Hans Willem Bentinck, graaf van Portland. Ze trouwde in 1923 met de verlegen prins Albert, hertog van York, de tweede zoon van George V. Daardoor verkreeg ze de titel 'Hertogin (Duchess) van York'. Zij kregen twee dochters, Elizabeth en Margaret.

### Kroning
In 1936 trad de toenmalige Britse koning Edward VIII af om te kunnen trouwen met de gescheiden Amerikaanse Wallis Simpson. Zijn broer Albert werd in 1937 gekroond tot koning George VI. Hij stierf in 1952, waarna Elizabeth de titel "Her Majesty Queen Elizabeth, The Queen Mother" (koningin-moeder) kreeg. In de volksmond werd dit "Queen Mum". Zij zou haar echtgenoot nog vijftig jaar overleven.

### Tweede Wereldoorlog
Elizabeth werd enorm populair door tijdens de Tweede Wereldoorlog in Londen te blijven, zelfs nadat Buckingham Palace door een Duitse bom was getroffen. Bij voorgaande bezoekjes aan de zwaar getroffen arbeiderswijk East End was ze nog uitgejouwd. Ze zei dat ze door die gebeurtenis de mensen uit die wijk nu recht in het gezicht kon kijken.
De koningin stond bekend om haar anti-nazisme. Hitler noemde haar de "gevaarlijkste vrouw van Europa". Na de oorlog was het gezin mateloos populair, samen met Churchill kregen ze veel huldeblijken van de Britten. Sindsdien verwierf de koningin een soort cultstatus, en werd ze met veel respect bejegend.

## Privéleven
Elizabeth hield van zingen rond de piano en van kunst, juwelen en antiek. Ze stond ook bekend om haar liefde voor dieren. Ze bezocht vaak het paardenrennen, inclusief het loket van het altijd aanwezige bookmakerskantoor Ladbrokes om een gokje te wagen. Daarnaast had ze een roedel corgi's, die haar altijd gezelschap hielden (na haar dood nam haar dochter de honden over). Haar exclusieve dansfeesten en haar vermogen om 'als een kerel te drinken' waren algemeen bekend. Ze bouwde een privécollectie met waardevolle kunst in haar residentie, Clarence House. In 1952 kocht ze in Schotland het Castle of Mey, en liet het restaureren met haar eigen geld. Dit kasteel werd geërfd door haar kleinzoon de Prins van Wales, de huidige koning Charles III. Deze koninklijke residentie staat open voor bezoekers.

## Queen Mother
Met haar opvallende taaiheid, levenslust en humor was ze op het moment van haar overlijden ouder dan welk lid van welke koninklijke familie ter wereld dan ook. Een jaar later verbrak haar schoonzuster prinses Alice, Hertogin van Gloucester echter haar leeftijdsrecord. Haar verjaardagen werden landelijk gevierd en, geliefd als ze was, hield zij de populariteit van de Engelse monarchie in stand. Koning Charles noemde haar "het cement van de koninklijke familie" en "een vrouw met wie je kon lachen tot de tranen over je wangen rolden".

## Overlijden
Op 30 maart 2002, om 15.15 uur, overleed ze in de Royal Lodge van Windsor Castle aan de gevolgen van een verkoudheid en longontsteking. Kort voor haar was ook haar dochter Margaret overleden. Haar andere dochter Elizabeth zat aan haar sponde. Ze werd 101 jaar oud. Op 9 april 2002 kreeg ze een koninklijke ceremoniële begrafenis. Ze werd bij haar echtgenoot en dochter bijgezet in de St George's Chapel van Windsor Castle.

## Trivia
- Toen Elizabeth geboren werd, was Victoria nog koningin. Aldus heeft ze zes Britse koningen gekend en twee troonopvolgers.
- Ze is geboren in de negentiende eeuw en overleden in de eenentwintigste eeuw.
- Op 24 februari 2009 werd een bijna drie meter hoog bronzen standbeeld onthuld van de koningin-moeder afgebeeld in haar jonge jaren, gekleed in de dracht van de Orde van de Kousenband. Daarachter staat het standbeeld van haar echtgenoot, koning George VI. Op een koperen rand staan taferelen uit haar leven afgebeeld: met haar honden in de tuin, tijdens paardenrennen en bij een van haar bezoeken aan de plat gebombardeerde volksbuurt East End tijdens de Tweede Wereldoorlog.
- Toen ze stierf had ze zes miljoen euro schuld. Ze had wel tachtig persoonlijke bedienden, van wie er altijd één 's nachts de wacht hield buiten haar slaapkamerdeur.
- Naast haar honden hield ze van vissen (op zalm) en van haar paarden die 455 wedlopen wonnen. Ze gokte altijd op de rennen.
- Ze stond er tevens om bekend dat ze zelf haar hoge leeftijd dankte aan twee gin-tonics per dag, een voor de lunch en een voor het diner. Ze dronk haar gin tonic half-om-half (half gin - half tonic).

## Voorouders
| Kwartierstaat van Elizabeth Bowes-Lyon | Kwartierstaat van Elizabeth Bowes-Lyon                                 | Kwartierstaat van Elizabeth Bowes-Lyon                                 | Kwartierstaat van Elizabeth Bowes-Lyon                                 | Kwartierstaat van Elizabeth Bowes-Lyon                                 | Kwartierstaat van Elizabeth Bowes-Lyon                                               | Kwartierstaat van Elizabeth Bowes-Lyon                                               | Kwartierstaat van Elizabeth Bowes-Lyon                                 | Kwartierstaat van Elizabeth Bowes-Lyon                                 |
| -------------------------------------- | ---------------------------------------------------------------------- | ---------------------------------------------------------------------- | ---------------------------------------------------------------------- | ---------------------------------------------------------------------- | ------------------------------------------------------------------------------------ | ------------------------------------------------------------------------------------ | ---------------------------------------------------------------------- | ---------------------------------------------------------------------- |
| Overgrootouders                        | Thomas Lyon-Bowes (1801-1834) ∞ Charlotte Grimstead (1797-1881)        | Thomas Lyon-Bowes (1801-1834) ∞ Charlotte Grimstead (1797-1881)        | Oswald Smith (1794–1863) ∞ Henrietta Mildred Hodgson (1805-1891)       | Oswald Smith (1794–1863) ∞ Henrietta Mildred Hodgson (1805-1891)       | William Charles Augustus Cavendish-Bentinck (1780-1826) ∞ Anne Wellesley (1788-1875) | William Charles Augustus Cavendish-Bentinck (1780-1826) ∞ Anne Wellesley (1788-1875) | Edwyn Burnaby (1798-1867) ∞ Anne Caroline Salisbury (1805-1881)        | Edwyn Burnaby (1798-1867) ∞ Anne Caroline Salisbury (1805-1881)        |
| Grootouders                            | Claude Bowes-Lyon (1824-1904) ∞ Frances Smith (1832-1922)              | Claude Bowes-Lyon (1824-1904) ∞ Frances Smith (1832-1922)              | Claude Bowes-Lyon (1824-1904) ∞ Frances Smith (1832-1922)              | Claude Bowes-Lyon (1824-1904) ∞ Frances Smith (1832-1922)              | Charles Cavendish-Bentinck (1817-1865) ∞ Louisa Burnaby (1832-1918)                  | Charles Cavendish-Bentinck (1817-1865) ∞ Louisa Burnaby (1832-1918)                  | Charles Cavendish-Bentinck (1817-1865) ∞ Louisa Burnaby (1832-1918)    | Charles Cavendish-Bentinck (1817-1865) ∞ Louisa Burnaby (1832-1918)    |
| Ouders                                 | Claude Bowes-Lyon (1855-1944) ∞ Cecilia Cavendish-Bentinck (1862-1938) | Claude Bowes-Lyon (1855-1944) ∞ Cecilia Cavendish-Bentinck (1862-1938) | Claude Bowes-Lyon (1855-1944) ∞ Cecilia Cavendish-Bentinck (1862-1938) | Claude Bowes-Lyon (1855-1944) ∞ Cecilia Cavendish-Bentinck (1862-1938) | Claude Bowes-Lyon (1855-1944) ∞ Cecilia Cavendish-Bentinck (1862-1938)               | Claude Bowes-Lyon (1855-1944) ∞ Cecilia Cavendish-Bentinck (1862-1938)               | Claude Bowes-Lyon (1855-1944) ∞ Cecilia Cavendish-Bentinck (1862-1938) | Claude Bowes-Lyon (1855-1944) ∞ Cecilia Cavendish-Bentinck (1862-1938) |
| Elizabeth Bowes-Lyon (1900-2002)       |                                                                        |                                                                        |                                                                        |                                                                        |                                                                                      |                                                                                      |                                                                        |                                                                        |

## Galerij

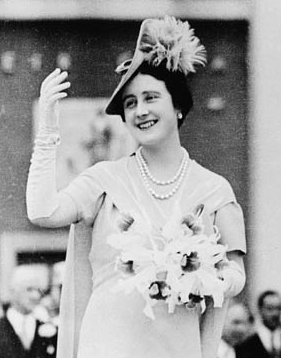
Elizabeth tijdens de wereldtentoonstelling van 1939 in New York
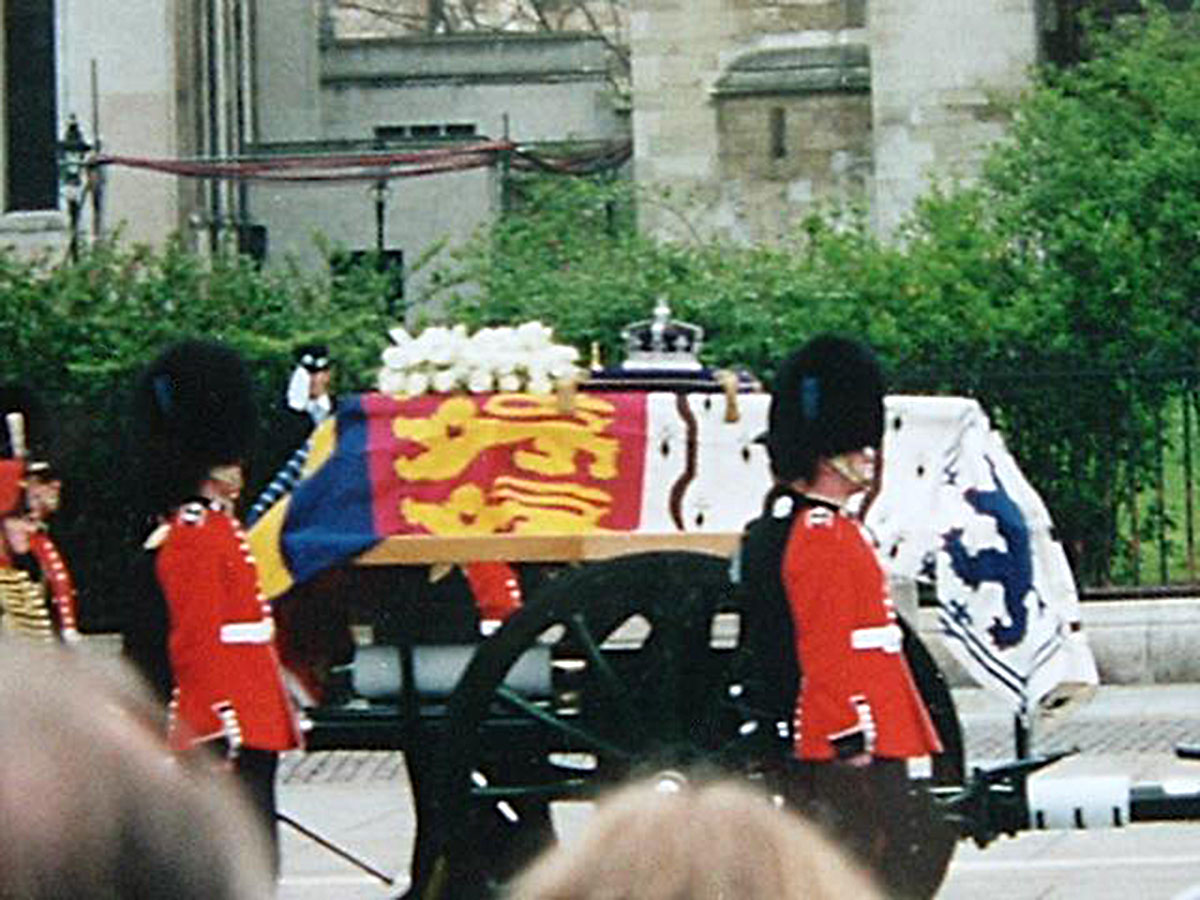
Uitvaart, aankomst bij de Westminster Abbey
Wapenschild
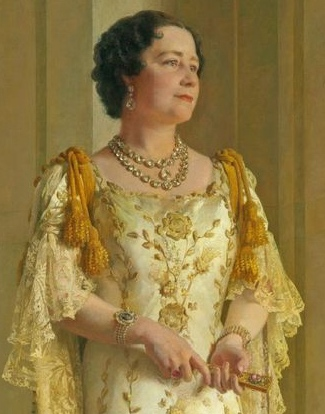
Portret van Elizabeth kort na haar kroning in 1936

- Bibsys: 6032571
- Bibliothèque nationale de France: cb12503666m (data)
- Catàleg d'autoritats de noms i títols de Catalunya: 981060734824106706
- Gemeinsame Normdatei: 118816896
- International Standard Name Identifier: 0000 0001 2277 0864
- Library of Congress Control Number: n79139628
- Nationale Bibliotheek van Letland: 000239591
- MusicBrainz: 5a3baa65-13ae-4cb8-ab12-3a766c7b5923
- National Archives and Records Administration: 10582494
- Nationale Bibliotheek van Tsjechië: pna2009551194
- Nationale bibliotheek van Australië: 36152484
- Nationale Bibliotheek van Israël: 987007260873505171
- Nationale Bibliotheek van Polen: a0000001772826
- Nederlandse Thesaurus van Auteursnamen: 072787473
- Istituto Centrale per il Catalogo Unico: TSAV611523
- LIBRIS: 317194
- SNAC: w6kd1vzh
- Système universitaire de documentation: 034263683
- Museum of New Zealand Te Papa Tongarewa: 35330
- Trove: 1220908
- Union List of Artist Names: 500281556
- Virtual International Authority File: 18018901
- WorldCat: E39PBJwddpywW3rdBPPd8k94bd